# گلف‌استریم جی۵۵۰
گلف‌استریم جی۵۵۰ (به انگلیسی: Gulfstream G550) یک هواگرد ساختِ کارخانهٔ گلف‌استریم اروسپیس در کشور ایالات متحده آمریکا است که در سال ۲۰۰۳ ساخته شد. نخستین استفاده‌کنندهٔ این هواپیما نیروی هوایی ایالات متحده آمریکا بوده‌است.